# Das haben wir nicht gewollt
Das haben wir nicht gewollt (Originaltitel: The Pigman) ist ein amerikanischer Jugendroman des  US-amerikanischen Schriftstellers Paul Zindel (1936–2003). Der Roman erschien 1968 im Verlag HarperCollins, war – nach The Outsiders (Susan E. Hinton) und The Contender (Robert Lipsyte), beide 1967 – eines der ersten Werke der Young Adult Fiction und wurde mehrfach ausgezeichnet. Er ist in vielen amerikanischen High Schools Bestandteil des Lehrplans, wurde in den 1990er Jahren allerdings wegen seiner teils derben Sprache kritisiert. Themen im Buch sind Familie, Beziehungen, Freundschaft und Verantwortung.

## Inhalt
Das Buch handelt von dem alten und einsamen Mann Mr. Pignati.

Die Geschichte wird von zwei Jugendlichen erzählt: Lorraine, einem eher zurückhaltenden Mädchen, dem es an Selbstbewusstsein mangelt, und dem eher wilderen Jungen John, dem Umgang mit Alkohol nicht fremd ist. Beide sind nicht sehr beliebt und eher Außenseiter, werden aber zu besten Freunden. Bei einem Telefonspiel, bei dem es darum geht, einen Fremden so lange am Telefon zu halten wie es nur geht, lernt Lorraine Mr. Pignati kennen. Die beiden Freunde geben sich als Mitglieder einer Wohltätigkeitsorganisation aus und treffen ihn in seinem vernachlässigten Haus, um seine Spende anzunehmen.

Doch es bleibt nicht nur bei einem Treffen und aus den beiden Jugendlichen und dem alten Mann werden enge Freunde. Von John und Lorraine wird Mr. Pignati liebevoll The Pigman genannt, nicht nur weil dieser Name ähnlich klingt wie sein richtiger, sondern auch, weil er kleine Schweinfiguren sammelt.
Durch Lorraine und John bekommt der einsame Mann neue Lebensfreude und die beiden werden sozusagen zu seinen eigenen Kindern. Auch für Lorraine und John wird der Pigman zu einer Art Vaterersatz, denn sie selber haben keine Väter, die sich um sie kümmern. Als die beiden Jugendlichen ihm schließlich beichten, dass sie überhaupt keine Mitglieder einer Wohltätigkeitsgemeinschaft sind, sondern nur ganz normale Schüler, ist Mr. Pignati keinesfalls sauer, sondern auch er beichtet unter Tränen, dass seine Frau nicht wie angenommen im Urlaub ist, sondern vor einigen Jahren verstorben ist.
Zusammen mit Mr. Pignati gehen die beiden oft in den Zoo zu dem Affen Bobo, den Pignati genauso liebt wie Lorraine und John. An einem Tag fahren sie mit Inline-Skates durch das Haus und Mr. Pignati bekommt einen Herzinfarkt. Er kommt ins Krankenhaus und überlebt knapp. Währenddessen veranstalten Lorraine und John eine Party in seinem Haus, bei der ein ungebetener Gast – ein Mitschüler der beiden – die Schweinesammlung zerstört. Genau in diesem Moment kommt Mr. Pignati verfrüht aus dem Krankenhaus.
Als er sieht, was die beiden angerichtet haben, ist er schwer enttäuscht von ihnen. Lorraine und John bemühen sich darum, dass er ihnen doch noch einmal verzeiht, und bitten ihn um ein Wiedersehen bei Bobo, dem Affen im Zoo. Mr. Pignati freut sich und nimmt die Entschuldigung der beiden an. Doch diesmal ist es nicht so wie immer. Der Käfig ist leer und der Wärter teilt ihnen mit, dass Bobo in der vergangenen Woche gestorben ist. Daraufhin bekommt Mr Pignati einen zweiten Herzinfarkt und stirbt noch im Zoo.

## Auszeichnungen und Ranglisten
- Notable Children’s Books 1940–1970, American Library Association
- Best of the Best Books (Young Adults) 1966–1988, American Library Association
- 1969 Fanfare Honor List, The Horn Book
- Outstanding Children’s Books of 1968, New York Times
- Best Children’s Books of 1968, Book World

## Ausgaben
- Das haben wir nicht gewollt. Rororo-rotfuchs, Reinbek 1984 u. ö., ISBN 3-499-20111-9.
- The Pigman. Neuauflage. HarperCollins, London 1992, ISBN 0-00-671768-3.
- The Pigman’s Legacy. HarperCollins, London 1980, ISBN 0-06-026853-0.
- The Pigman & Me. HarperCollins, London 1992, ISBN 0-06-020857-0.
- Das Haus am Anfang der Straße („The Pigman’s Legacy“). Aurich-Verlag, Modautal-Neunkirchen 1982, ISBN 3-920110-71-4.